# Машина Господа
Машина Господа (англ. The God Machine) — науково-фантастичний роман американського письменника Мартіна Кейдіна вперше опублікований в 1968 році. Дія роману відбувається в недалекому майбутньому (від 1968 року), та розповідає про надсекретного кібернетика, Стіва Ранда, одного з головних вчених-дослідників, що працюють над надсекретним урядовим проєктом США під назвою «Проєкт 79», що має за мету створення штучного інтелекту. Ранд переживає замах на своє життя, після чого розуміє, що «Проєкт 79» набув свідомість і намагається контролювати розуми людей та захопити світ. Заручившись підтримкою агента з безпеки та математика, Ранд ставить за мету знищення проєкту до того, як буде занадто пізно.
Ця рання робота Кайдіна торкається обговорення біоніки, заміни частин тіла людини механічними частинами. Письменник повертається до цієї теми кілька років по тому в своєму романі, Кіборг, що пізніше став основою для телесеріалу 1970-х Людина на шість мільйонів доларів.